# Crouy
Pour les articles homonymes, voir Crouy (homonymie).
Crouy  est une commune du département de l'Aisne, en région culturelle et historique de Picardie, administrative Hauts-de-France.
Ses habitants sont les Crouyssiens (un Crouyssien, une Crouyssienne, surnommés les Vendéens).

## Géographie

### Relief et géologie
Crouy se situe au pied de plateaux[Lesquels ?] dominant la vallée de l'Aisne.

### Voies de communication et transports
La ville est desservie par la route nationale 2, la ligne de La Plaine à Hirson et Anor (frontière) (gare de Crouy) et les transports urbains de l'agglomération de Soissons, les TUS, qui effectuent des rotations du lundi au samedi via les Clémencins.

### Hydrographie
La commune est située dans le bassin Seine-Normandie. Elle est drainée par la Jocienne, divers bras de la Jocienne,,.
La Jocienne, d'une longueur de 11 km, prend sa source dans la commune de Laffaux et se jette  dans l'Aisne dans la commune de Soissons, face à Villeneuve-Saint-Germain, après avoir traversé huit communes.

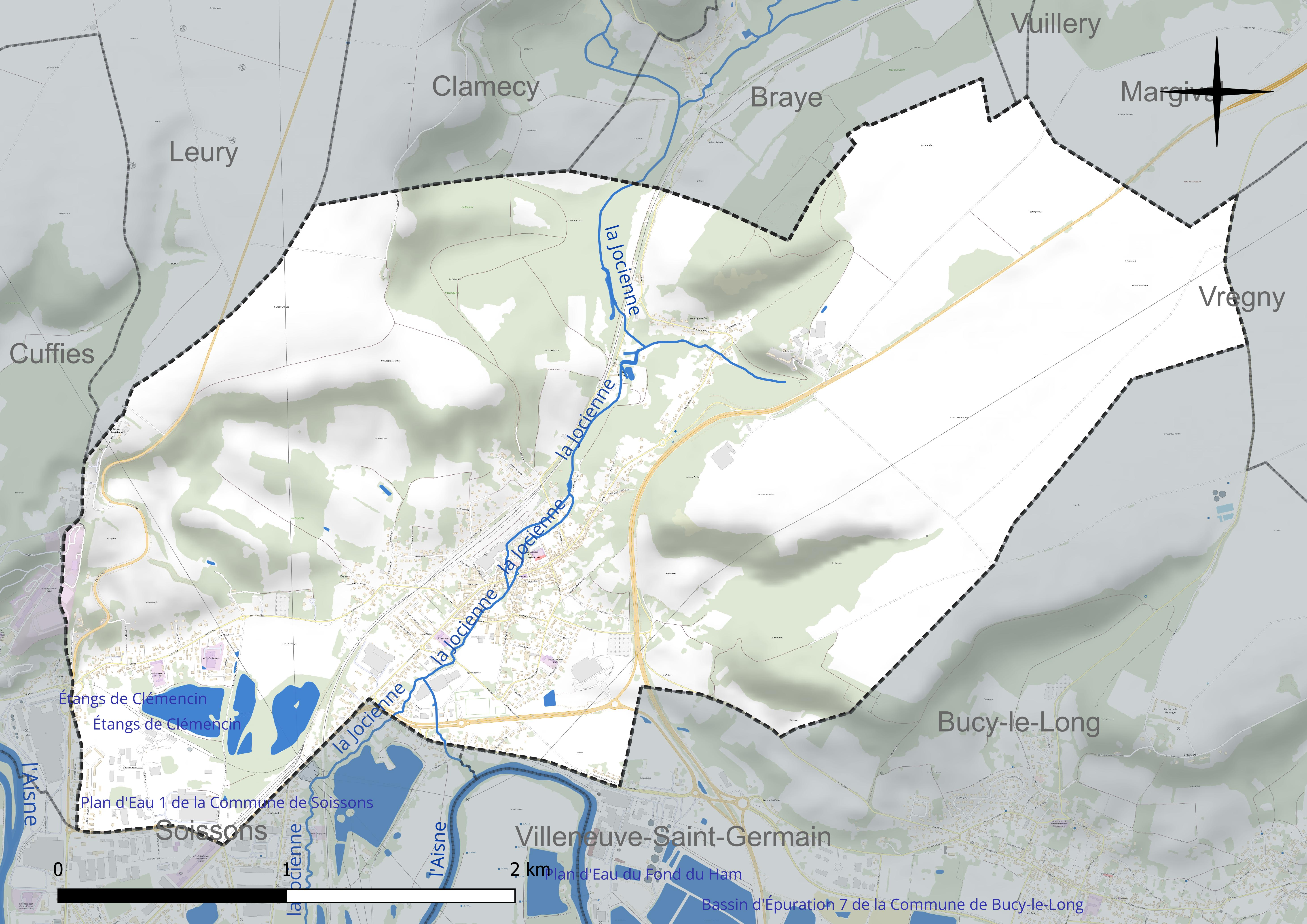
Réseau hydrographique de Crouy.

Un plan d'eau complète le réseau hydrographique : les étangs de Clémencin (5,5 ha),.

### Climat
Pour des articles plus généraux, voir Climat des Hauts-de-France et Climat de l'Aisne.
En 2010, le climat de la commune est de type climat océanique dégradé des plaines du Centre et du Nord, selon une étude du CNRS s'appuyant sur une série de données couvrant la période 1971-2000. En 2020, Météo-France publie une typologie des climats de la France métropolitaine dans laquelle la commune est exposée à un climat océanique altéré et est dans la région climatique Nord-est du bassin Parisien, caractérisée par un ensoleillement médiocre, une pluviométrie moyenne régulièrement répartie au cours de l'année et un hiver froid (3 °C).
Pour la période 1971-2000, la température annuelle moyenne est de 10,5 °C, avec une amplitude thermique annuelle de 15,2 °C. Le cumul annuel moyen de précipitations est de 736 mm, avec 12 jours de précipitations en janvier et 8,5 jours en juillet. Pour la période 1991-2020, la température moyenne annuelle observée sur la station météorologique la plus proche, située sur la commune de Braine à 14 km à vol d'oiseau, est de 11,3 °C et le cumul annuel moyen de précipitations est de 662,7 mm,. Pour l'avenir, les paramètres climatiques de la commune estimés pour 2050 selon différents scénarios d'émission de gaz à effet de serre sont consultables sur un site dédié publié par Météo-France en novembre 2022.

## Urbanisme

### Typologie
Au 1er janvier 2024, Crouy est catégorisée ceinture urbaine, selon la nouvelle grille communale de densité à 7 niveaux définie par l'Insee en 2022.
Elle appartient à l'unité urbaine de Soissons, une agglomération intra-départementale dont elle est une commune de la banlieue,. Par ailleurs la commune fait partie de l'aire d'attraction de Soissons, dont elle est une commune de la couronne,. Cette aire, qui regroupe 92 communes, est catégorisée dans les aires de 50 000 à moins de 200 000 habitants,.

### Occupation des sols
L'occupation des sols de la commune, telle qu'elle ressort de la base de données européenne d'occupation biophysique des sols Corine Land Cover (CLC), est marquée par l'importance des territoires agricoles (50,3 % en 2018), en diminution par rapport à 1990 (54,2 %). La répartition détaillée en 2018 est la suivante :
terres arables (47,3 %), forêts (24,2 %), zones urbanisées (22 %), prairies (3 %), eaux continentales (2,4 %), zones industrielles ou commerciales et réseaux de communication (1,1 %).
L'évolution de l'occupation des sols de la commune et de ses infrastructures peut être observée sur les différentes représentations cartographiques du territoire : la carte de Cassini (XVIIIe siècle), la carte d'état-major (1820-1866) et les cartes ou photos aériennes de l'IGN pour la période actuelle (1950 à aujourd'hui).

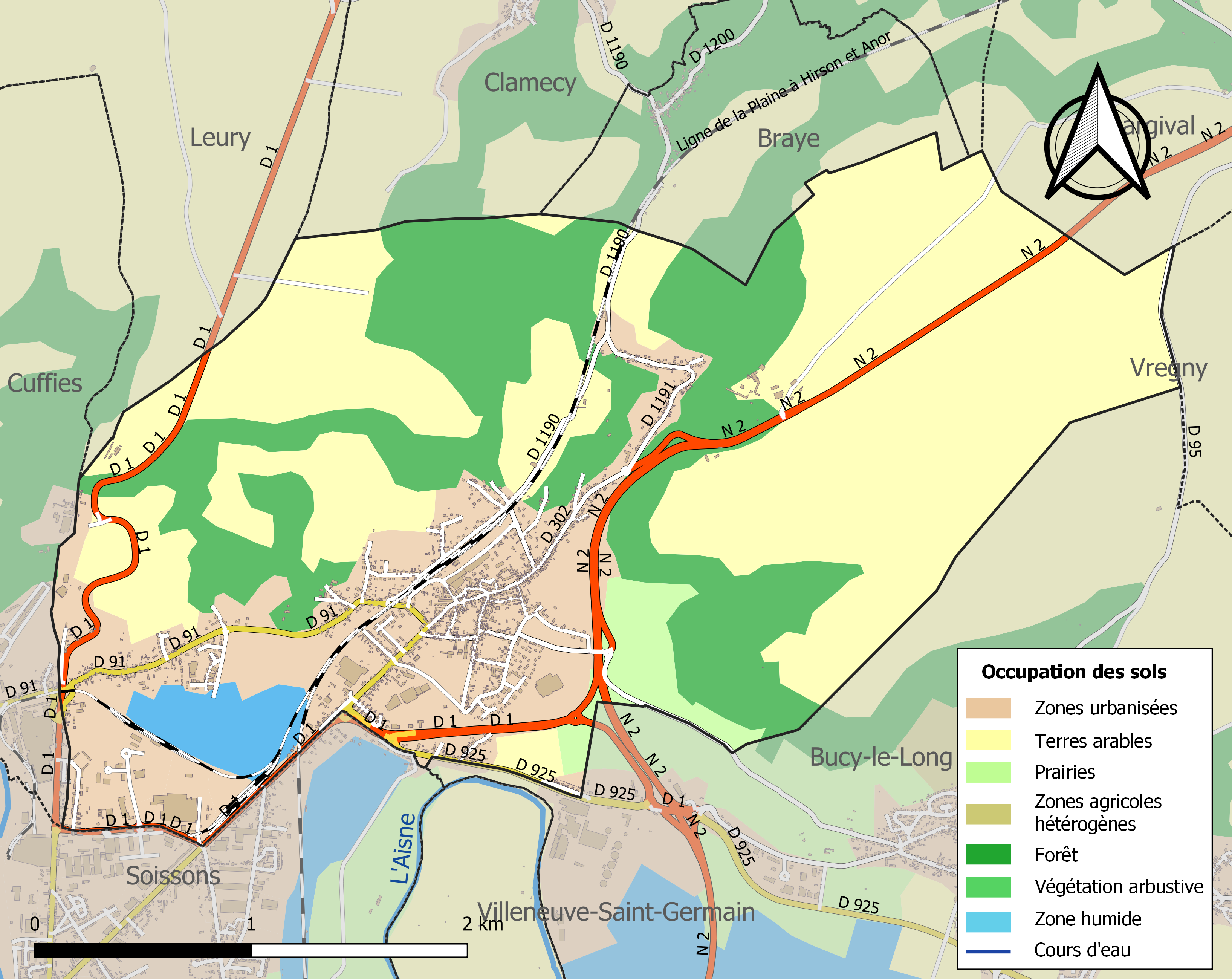
Carte des infrastructures et de l'occupation des sols de la commune en 2018 (CLC).

## Toponymie
Le nom de la localité est attesté sous les formes Croviacus ; Croiacus (870) ; Territorium de Croyacco (1190) ; Croi (1235) ; Croy (1251) ; Croy-delez-Soissons (1333) ; Crouys (1390) ; Croui (1638).

Croviacun et Crociacum dans des écrits mérovingiens.

## Histoire
Une nécropole de la Tène ancienne a été découverte en 1767, puis un gisement gallo-romain en 1899 au lieu-dit Justice.

### Moyen Âge
Crouy était une villa qui devint royale, Clothilde y avait un oratoire, le village fut donné  l'abbaye Saint-Médard de Soissons vers 511. En 720, Charles Martel confirma cette donation.
En 1148, Crouy se créait en communale et rejoignait des communes voisines comme Bucy-le-Long à l'est de la commune. Cette forme communale ne subsistait que quelques années et la ville ne devint libre qu'en 1247 par un acte de Jean comte de Soissons. La ferme Perrière avait des restes du XIIIe siècle, murailles, tour et arc brisés supportés par des colonnes en faisceaux. La Pierre frite est un promontoire de 12 m sur 6 qui s'avance sur la vallée et passe pour être un monument celtique.

### Époque contemporaine

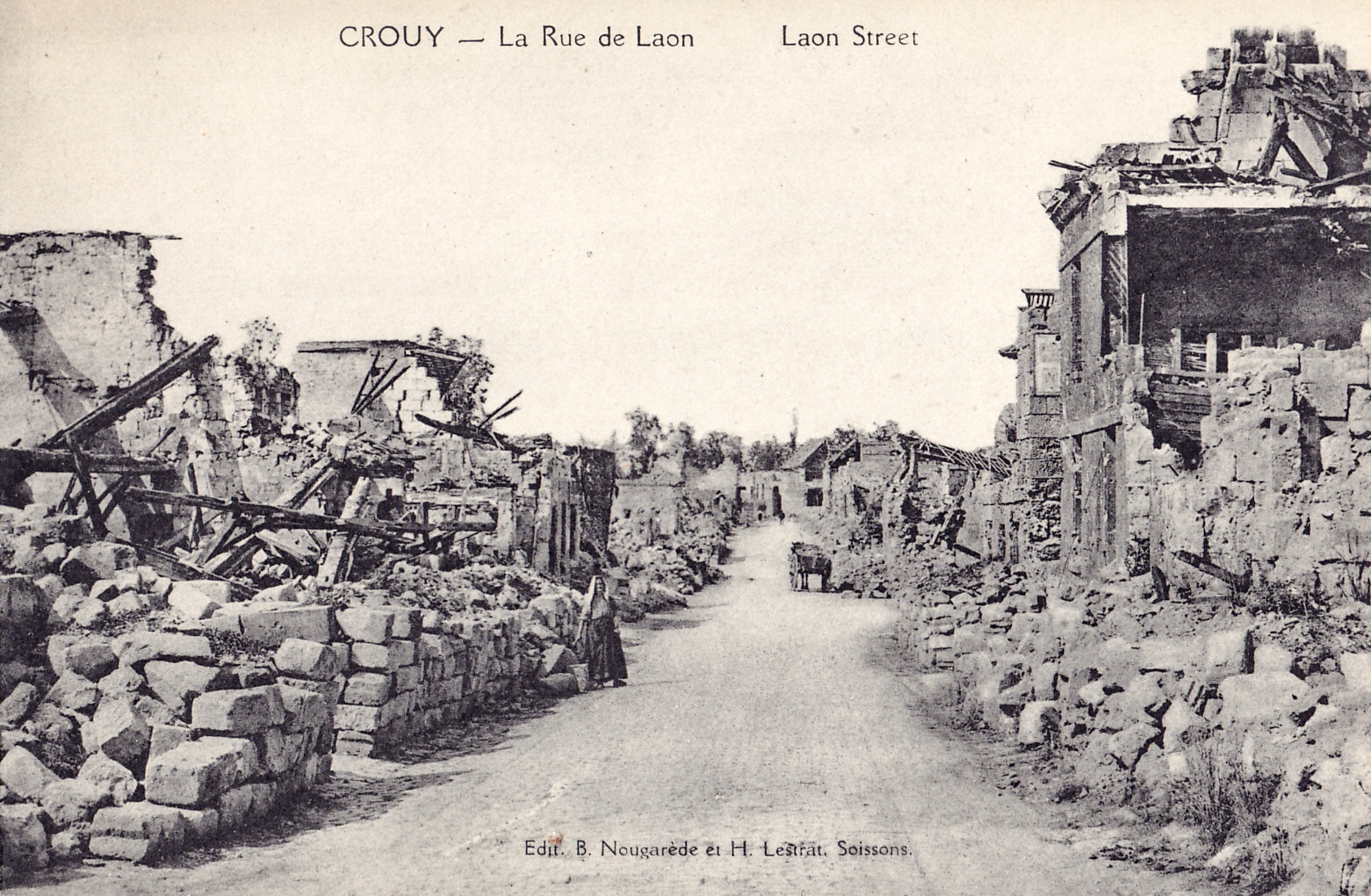
Le village, au sortir de la Première Guerre mondiale.

Crouy, située dans la vallée de l'Aisne, a souffert des combats opposant les armées françaises et allemandes lors de la Première Guerre mondiale, notamment en janvier 1915. L'église fut détruite, de même qu'une grande partie de la commune.
Le 8 novembre 2008, peu avant les cérémonies du 90e anniversaire de la fin de la Première Guerre mondiale, le chemin des Chenaux à Crouy est devenu la rue Lazare-Ponticelli (1898-2008) dernier poilu de la guerre 1914-1918 ». L'écrivain Henri Barbusse avait dédié son livre Le Feu à ses camarades tombés à Crouy et dont certains ont peut-être été ramassés par Lazare à qui cette tâche a incombé au sein du 1er régiment de marche de la Légion étrangère.

## Politique et administration

### Découpage territorial
La commune de Crouy est membre de l'intercommunalité GrandSoissons Agglomération, un établissement public de coopération intercommunale (EPCI) à fiscalité propre créé le 29 décembre 1999 dont le siège est à Cuffies. Ce dernier est par ailleurs membre d'autres groupements intercommunaux.
Sur le plan administratif, elle est rattachée à l'arrondissement de Soissons, au département de l'Aisne et à la région Hauts-de-France. Sur le plan électoral, elle dépend du  canton de Soissons-1 pour l'élection des conseillers départementaux, depuis le redécoupage cantonal de 2014 entré en vigueur en 2015, et de la quatrième circonscription de l'Aisne  pour les élections législatives, depuis le dernier découpage électoral de 2010.

### Administration municipale

#### Liste des maires
| Période                                  | Période                       | Identité        | Étiquette | Qualité                                                   |
| ---------------------------------------- | ----------------------------- | --------------- | --------- | --------------------------------------------------------- |
| Maire en 1983                            | mars 1989                     | Victor Poreaux  |           |                                                           |
| mars 1989                                | 2003                          | Robert Leviel,  | PS        | Professeur d'histoire                                     |
| Les données manquantes sont à compléter. |                               |                 |           |                                                           |
| mars 2006                                | mars 2008                     | Bernard Pitois  |           | Retraité de l'enseignement                                |
| mars 2008                                | juillet 2020                  | Daniel Moitié   | PS        | Retraité de l'enseignement Réélu pour le mandat 2014-2020 |
| juillet 2020                             | En cours (au 12 juillet 2020) | Claude Platrier |           | Retraité                                                  |
| Les données manquantes sont à compléter. |                               |                 |           |                                                           |

## Population et société

### Démographie
L'évolution du nombre d'habitants est connue à travers les recensements de la population effectués dans la commune depuis 1793. Pour les communes de moins de 10 000 habitants, une enquête de recensement portant sur toute la population est réalisée tous les cinq ans, les populations de référence des années intermédiaires étant quant à elles estimées par interpolation ou extrapolation. Pour la commune, le premier recensement exhaustif entrant dans le cadre du nouveau dispositif a été réalisé en 2006.

En 2022, la commune comptait 3 041 habitants, en évolution de +4,86 % par rapport à 2016 (Aisne : −1,97 %, France hors Mayotte : +2,11 %).
| 1793 | 1800 | 1806 | 1821 | 1831  | 1836  | 1841  | 1846  | 1851  |
| ---- | ---- | ---- | ---- | ----- | ----- | ----- | ----- | ----- |
| 925  | 955  | 903  | 966  | 1 124 | 1 135 | 1 147 | 1 145 | 1 127 |

| 1856  | 1861  | 1866  | 1872  | 1876  | 1881  | 1886  | 1891  | 1896  |
| ----- | ----- | ----- | ----- | ----- | ----- | ----- | ----- | ----- |
| 1 048 | 1 085 | 1 169 | 1 152 | 1 208 | 1 239 | 1 348 | 1 362 | 1 405 |

| 1901  | 1906  | 1911  | 1921  | 1926  | 1931  | 1936  | 1946  | 1954  |
| ----- | ----- | ----- | ----- | ----- | ----- | ----- | ----- | ----- |
| 1 386 | 1 418 | 1 482 | 1 010 | 1 741 | 1 865 | 1 954 | 2 007 | 2 185 |

| 1962  | 1968  | 1975  | 1982  | 1990  | 1999  | 2006  | 2011  | 2016  |
| ----- | ----- | ----- | ----- | ----- | ----- | ----- | ----- | ----- |
| 2 781 | 3 031 | 3 058 | 2 960 | 2 819 | 2 619 | 2 621 | 2 708 | 2 900 |

| 2021  | 2022  | - | - | - | - | - | - | - |
| ----- | ----- | - | - | - | - | - | - | - |
| 2 999 | 3 041 | - | - | - | - | - | - | - |

### Enseignement
- École maternelle du centre.
- École élémentaire des Clémencins.
- École primaire Tivoli (CP ; CE1 ; CE2).
- École-mairie primaire (CM1 ; CM2).

### Vie associative
Crouy possède également un club de foot populaire, le Crouy FC qui existe depuis plus de 30 ans. Ce club sportif jouit d'excellentes infrastructures pour un club de ce niveau[évasif]. Vingt-huit autres associations sont répertoriées.
Crouy possède aussi une association de recherches et de reconstitutions historiques sur la période de la Grande Guerre de 14/18, l'association Eperon 132. Cette association existe depuis 2003. Cette association détient un site internet regroupant les histoires des combattants qui ont participé à la bataille de Crouy de janvier 1915, la liste des monuments militaires est aussi disponible sur ce site.

## Économie
Crouy bénéficie d'une activité commerciale avec la présence de boutiques artisanales (boulangeries, boucheries) et de supermarchés. Un hôtel est également implanté. Des activités industrielles de constructions mécaniques et de fonderie sont aussi présentes. La ville bénéficie d'activités agricoles avec la présence de fermes sur son territoire mais aussi d'une champignonnière qui vend ses productions sur place et exporte dans toute la France.

## Culture locale et patrimoine

### Lieux et monuments
- Le cimetière militaire français de la Première Guerre mondiale, qui contient notamment des tombes de Coolies et de Malgaches.

- L'église Saint-Maurice, au bord de la Jocienne, fut reconstruite en style néo-roman après la Première Guerre mondiale de 1914-1918.
- Les vestiges de la Ferme de la Perrière, ancienne ferme fortifiée, classée monument historique depuis 1928. Pour Salch, il s'agirait des vestiges d'un prieuré fortifié peut être du XVe siècle[32],[33].
- L'architecte Emmanuel Pontremoli conçoit en 1922 le monument funéraire où sont inhumés les époux Robert André-Michel et Rose-Marie Ormond, tous deux tués pendant la Première Guerre mondiale. Le tombeau est situé sur le chemin de la ferme du Meunier Noir[34],[35].

### Personnalités liées à la commune
- Emmanuel Pontremoli (1865-1956), architecte qui a conçu le monument funéraire des époux André-Michel-Ormond.
- Claude Casimir-Perier (1880-1915), écrivain tué à Crouy le 12 janvier 1915.
- Robert André-Michel (1884-1914), historien tué à Crouy le 13 octobre 1914. Son nom est inscrit au Panthéon parmi les 560 écrivains morts pour la France pendant la Première Guerre mondiale. Il est inhumé avec son épouse, Rose-Marie Ormond, dans un monument funéraire situé chemin du Meunier Noir à Crouy.
- Rose-Marie Ormond (1893-1918), nièce et modèle du peintre John Singer Sargent et épouse de Robert André-Michel tuée lors du bombardement de l'église Saint-Gervais à Paris le 29 mars 1918. Elle est inhumée avec son mari à Crouy.

### Héraldique
| Blason de Crouy | Blason  | Écartelé : au 1er de gueules à une mitre, une crosse, une bannière chargée d'une étoile et une fleur de lis, le tout d'argent rangé en fasce, au 2e de sinople au fer de moulin d'argent et à la hache de sable brochant en barre, au 3e de gueules à la grappe de raisin feuillée d'argent, au 4e de sinople à l'épi de blé tigé et feuillé d'argent, posé en barre. |
| Blason de Crouy | Détails | Le statut officiel du blason reste à déterminer. |

## Pour approfondir